# Лучок Михайло Тихонович
Михайло Тихонович Лучок (21 листопада 1918 — 26 липня 1943) — радянський військовик, Герой Радянського Союзу (1943).

## Біографія
Народився в селі Наумівка Корюківського району в простій селянській родині. Українець. Рано був привчений до тяжкої селянської праці. Працював у колгоспі, в 16 років очолював польову бригаду. Тут він зустрів і свою майбутню дружину Ольгу.
Коли почалася Друга світова війна, Михайло був призваний до РСЧА. Дружина з дітьми евакуювалася до Росії у місто Кроми. Служив у 229 полку стрілецької дивізії. Коли йшли бої за визволення Кромів, солдати спостерігали таку картину: гітлерівці тікали з міста, а за ними бігли люди з лопатами. Потім вони зупинились і почали похапцем розкопувати землю. Туди попросився і Лучок. Там він дізнався, що гітлерівці перед своїм відступом вирили дві ями, скинули туди сто сорок дев'ять чоловік і живцем закопали. Серед них була і його дружина.
Коли перед 229 стрілецьким полком 13 армії командування поставило завдання форсувати Дніпро, авангардну групу розвідників очолив єфрейтор Лучок. Сміливці плавом непомітно дісталися протилежного правого берега. Першим ступив на землю Михайло. Разом зі своїми друзями він розвідав ворожі позиції, вогневі точки, коригував вогонь нашої артилерії. Полк виконав завдання командування. А за участь в успішній операції Михайлові Тихоновичу Лучку було присвоєно звання Героя Радянського Союзу наказом Президії Верховної ради СРСР від 10 жовтня 1943 року. Він став офіцером і командиром взводу розвідників.
Війна просувалася на Захід. Разом із дієвою армією визволяв Україну і Михайло Лучок. Остання розвідка Лучка була в передгір'ї Карпат. У районі сіл Товмачок і Молодятин група розвідників на чолі з Лучком не очікувано потрапила на мінне поле, де командир загинув. Похований у смт. Ланчин.